# Reimer Böge

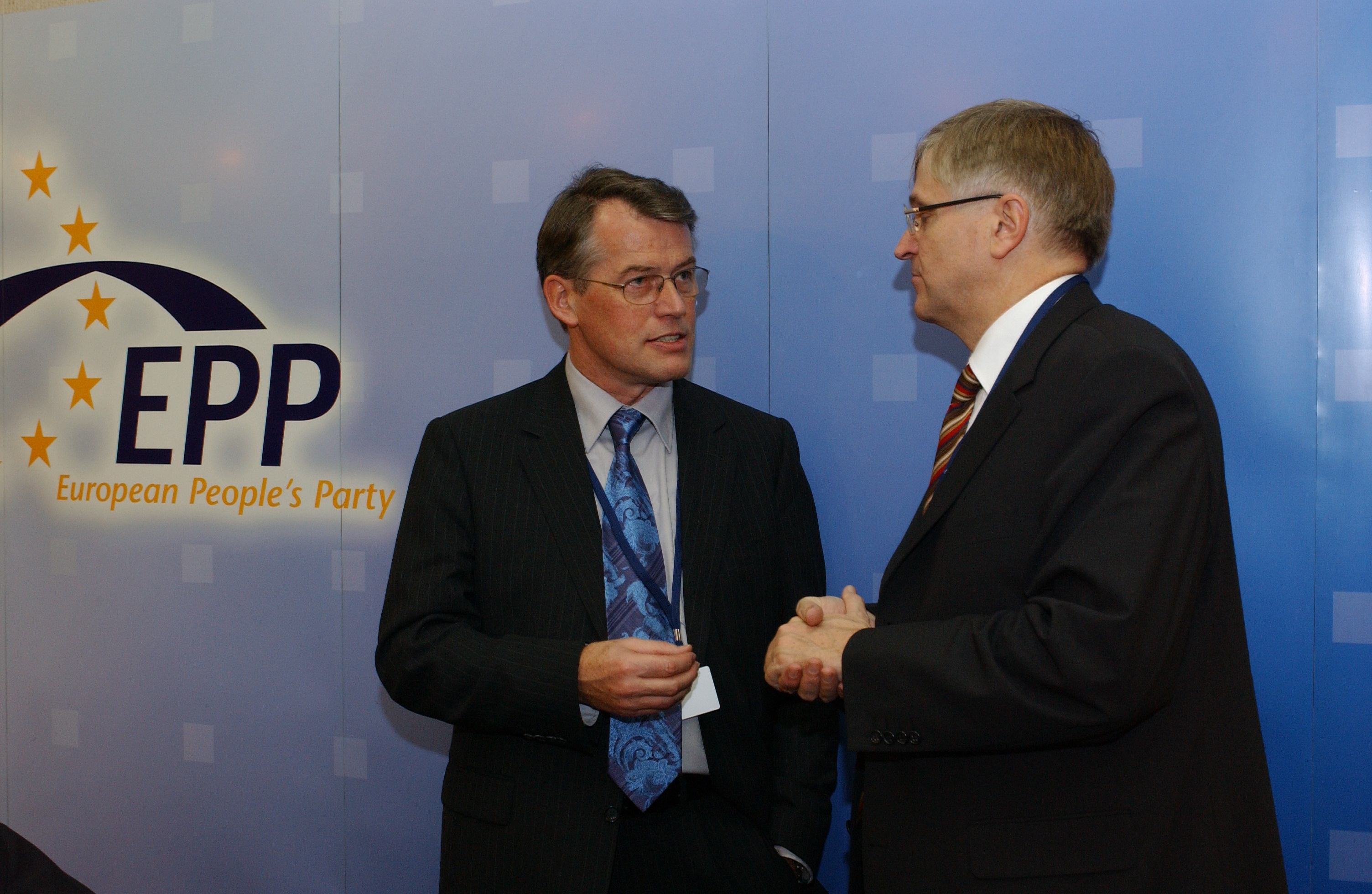
Reimer Böge (stânga), Peter Hintze (2005)

Reimer Böge (n. 18 decembrie 1951, Hasenmoor, Republica Federală Germania, Germania) este un om politic german, membru al Parlamentului European în perioada 1999-2004 din partea Germaniei.
1. ↑  Reimer Böge, Munzinger Personen, accesat în 9 octombrie 2017
2. ↑   http://www.europarl.europa.eu/meps/en/xml.html?country=DE Lipsește sau este vid: |title= (ajutor)
3. 1 2  Deputații în Parlamentul European